# Trabajo forzado de los alemanes después de la Segunda Guerra Mundial

Monumento al tránsito fronterizo y campo de liberación de Moschendorf (1945–1957). La inscripción indica que fue la puerta a la libertad para cientos de miles de prisioneros de guerra, civiles y expulsados.

El trabajo forzado de los alemanes después de la Segunda Guerra Mundial fueron una serie de acontecimientos ocurridos en los años posteriores a la Segunda Guerra Mundial, en los que un gran número de civiles alemanes y soldados capturados fueron obligados a trabajar por las fuerzas aliadas. El tema de usar a los alemanes como sujetos de trabajos forzados para reparaciones se abordó por primera vez en la conferencia de Teherán en 1943, donde el primer ministro soviético, Iósif Stalin, exigió 4,000,000 de trabajadores alemanes.
El trabajo forzoso también se incluyó en el protocolo final de la conferencia de Yalta en enero de 1945, donde fue sancionada por el Primer Ministro del Reino Unido Winston Churchill y el Presidente de los Estados Unidos Franklin D. Roosevelt.

## Europa occidental

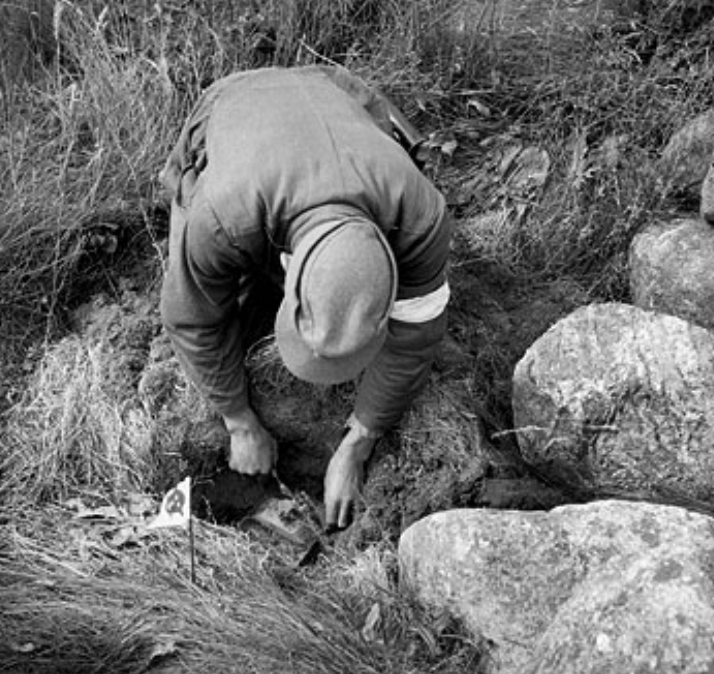
Soldado alemán que despeja una mina cerca de Stavanger, Noruega, en agosto de 1945.

### Contexto
Contrariamente a la Sección IV del Convenio de La Haya de 1907 , "Las leyes y costumbres de la guerra en tierra", el "manual de contrainsurgencia de SHAEF " incluía disposiciones para el trabajo forzoso y la toma de rehenes.

### Francia y los Países Bajos
Los prisioneros alemanes se vieron obligados a limpiar los campos de minas en Francia y los Países Bajos.
Según Simon MacKenzie, el "interés propio y el deseo de retribución jugó un papel importante en el destino" de los prisioneros alemanes, y ejemplifica al señalar que los prisioneros enfermos o no aptos fueron utilizados por la fuerza para el trabajo, y en Francia y Los países bajos que también incluían trabajos como la limpieza de minas altamente peligrosas; "En septiembre de 1945, las autoridades francesas estimaron que dos mil prisioneros eran mutilados y asesinados cada mes en accidentes"
Algunos de los 740,000 prisioneros alemanes transferidos en 1945 por los Estados Unidos para trabajos forzados en Francia provinieron de los campos de Rheinwiesenlager, estos trabajadores forzados ya estaban muy débiles, muchos de los cuales pesaban apenas 50 kg (110 lb).
En represalia por actos de resistencia, las fuerzas de ocupación francesas expulsaron a más de 25.000 civiles de sus hogares. Algunos de estos civiles se vieron obligados posteriormente a limpiar los campos de minas en Alsacia.

### Reino Unido
En 1946, el Reino Unido tenía más de 400,000 prisioneros, muchos habían sido transferidos de campos de prisioneros de guerra en los Estados Unidos y Canadá. Muchos de estos fueron utilizados como trabajadores forzados, como una forma de "reparaciones".
Las dos razones principales para su internamiento fueron la reeducación política (Wilton Park) y el empleo de no oficiales como trabajadores agrícolas y otros. En 1946, los prisioneros alemanes realizaron una quinta parte de todo el trabajo agrícola en el Reino Unido. Se produjo un debate emocional y público en el Reino Unido, donde palabras como "esclavos", "trabajo esclavo" y "trabajo forzoso" se utilizaron cada vez más en los medios de comunicación y en la Cámara de los Comunes del Reino Unido. En 1947, el Ministerio de Agricultura argumentó contra la rápida repatriación de los prisioneros alemanes que trabajaban, ya que para entonces constituían el 25 por ciento de la fuerza laboral terrestre, y querían usarlos también en 1948. Enfrentados a dificultades políticas en el empleo de trabajadores extranjeros voluntarios, el Ministerio de Agricultura sugirió una solución de compromiso: los prisioneros alemanes podían permanecer en Gran Bretaña como hombres libres.  Luego de las disputas sobre cuántos ex prisioneros de guerra se les permitiría permanecer voluntariamente en Gran Bretaña y si primero tendrían que regresar brevemente a Alemania antes de que se les permita emigrar oficialmente a Gran Bretaña, a fines de 1947 aproximadamente 250,000 de Los prisioneros de guerra fueron repatriados, y las últimas repatriaciones tuvieron lugar en noviembre de 1948. Alrededor de 24,000 eligieron permanecer voluntariamente en Gran Bretaña.

### Noruega
En Noruega, el último registro de víctimas disponible, desde el 29 de agosto de 1945, muestra que para ese momento un total de 275 soldados alemanes habían muerto mientras limpiaban minas, mientras que otros 392 habían sido mutilados. Las protestas alemanas que obligaron a los prisioneros de guerra a desmontar minas estaban en contra del derecho internacional, el artículo 32 de las convenciones de Ginebra, fueron rechazadas con la afirmación de que los alemanes no eran prisioneros de guerra; eran fuerzas desarmadas que se habían rendido incondicionalmente ("avvæpnede styrker som hadde overgitt seg betingelsesløst"). Informes de remoción de minas recibidos por el estado de la Sede de las Fuerzas Aliadas: 21 de junio de 1945; 199 muertos y 163 heridos alemanes; 3 noruegos y 4 heridos británicos. El último registro, del 29 de agosto de 1945, enumera a 392 heridos y 275 alemanes muertos.

### Estados Unidos
Los Estados Unidos transfirieron prisioneros para trabajos forzados tanto al Reino Unido como a Francia (que recibió 740,000 de los Estados Unidos). Para los presos en los Estados Unidos, la repatriación también se retrasó por motivos de cosecha.
Los civiles de 14 a 65 años de edad en la zona de ocupación estadounidense de Alemania también se registraron para el trabajo obligatorio, bajo amenaza de prisión y el retiro de tarjetas de racionamiento.

### Conclusión
La mayoría de los cautivos de los estadounidenses y los británicos fueron liberados a fines de 1948, y la mayoría de los cautivos franceses fueron liberados a fines de 1949.
Según la Oficina de Administración Pública (parte del Ministerio Federal del Interior), la compensación por los alemanes utilizados como trabajo forzado después de la guerra no puede reclamarse en Alemania desde el 29 de septiembre de 1978, debido al estatuto de limitaciones.

## Europa del Este

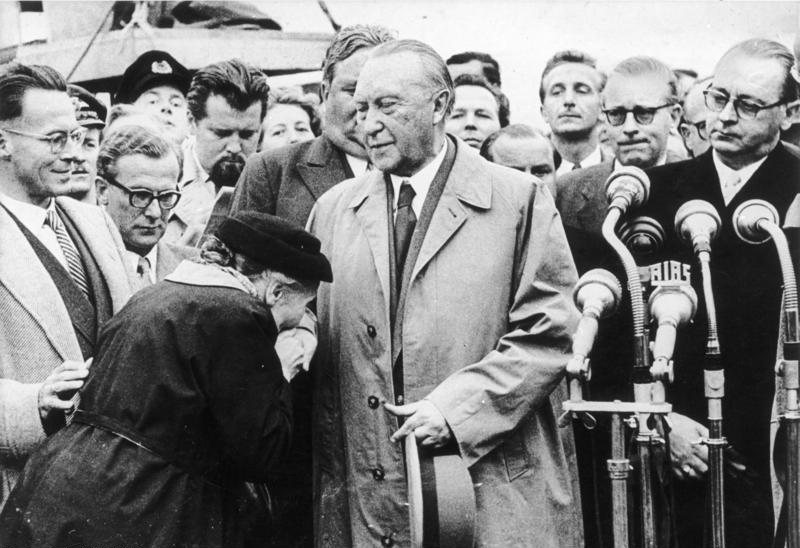
La madre de un prisionero agradece a Konrad Adenauer a su regreso de Moscú, el 14 de septiembre de 1955. Adenauer ha logrado concluir las negociaciones sobre la liberación a Alemania, a fines de año, de 15,000 civiles alemanes y prisioneros de guerra.

### Unión Soviética
El mayor grupo de trabajadores forzados en la Unión Soviética estaba formado por varios millones de alemanes étnicos de Rusia que habían sido deportados a campos de concentración solo por su etnia, y prisioneros alemanes. Las familias fueron diezmadas y los alemanes étnicos y otros deportados fueron clasificados de acuerdo a su aptitud para su trabajo en diferentes campos de concentración gulags de Siberia, provocando su genocidio. La mayoría de los pocos sobrevivientes alemanes de los campos de trabajo forzado en la Unión Soviética fueron liberados en el año de 1953.
Las estimaciones de las bajas de prisioneros de guerra alemanas (tanto en el este como en el oeste y acumuladas tanto para la guerra como para el período de paz) van de 600,000 a 1,000,000. De acuerdo con la sección de la Cruz Roja Alemana que trata de rastrear a los cautivos, el destino final de 1,300,000 prisioneros de guerra alemanes en custodia de los Aliados aún se desconoce; Todavía están oficialmente listados como desaparecidos.
La captura y deportación de los alemanes étnicos a los campos de concentración de la Unión Soviética comenzó antes de que los países con una minoría alemana comenzaron a ser invadidos en 1944. Un gran número de civiles fueron tomados de países como Rumania, Yugoslavia y del este de Alemania. Por ejemplo, después de la Navidad de 1944, entre 27,000 y 30,000 alemanes étnicos (de 18 a 40 años) fueron enviados a la URSS desde Yugoslavia. Las mujeres constituían el 90% del grupo. La mayoría fueron enviados a campos de trabajo forzados en la cuenca del Donbass (Donets o Donez), donde murió el 16% de ellos.

### Polonia
Muchos alemanes étnicos que vivían dentro de las fronteras polacas antes de la guerra, antes de la expulsión de alemanes tras la Segunda Guerra Mundial, fueron utilizados durante años como trabajadores forzados en campos de trabajo, como el dirigido por Salomon Morel. Entre estos campos se encontraban el Central Labor Camp Jaworzno, Central Labor Camp Potulice, Łambinowice, Zgoda labor camp y otros. La ley que autoriza el trabajo forzoso, el artículo 20 de la ley sobre la exclusión de los elementos enemigos de la sociedad, también eliminó los derechos a la ciudadanía polaca y a todos los bienes de propiedad.
Los muchos campamentos se utilizaron durante el proceso de las expulsiones por "rehabilitación" de Reichs o Volksdeutsche, para decidir si podían quedarse o irse, pero en realidad se trataba de un programa de trabajo esclavo. Aproximadamente 200,000 alemanes étnicos murieron en los campos de concentración en Polonia.
Otros aún se encontraban entre el resto de la población, pero el gobierno polaco había hecho varias declaraciones de que la población alemana debía ser explotada como trabajo forzoso, impartiendo un mínimo de 60 horas de trabajo por semana sin derechos por descansos. Los salarios eran insuficientes para la supervivencia, generalmente el 25 o el 50 por ciento de los salarios polacos.

### Checoslovaquia
La población de habla alemana de los Sudetes (alemanes de los Sudetes), en el mismo caso que Polonia, fue expulsada después de la guerra. Sin embargo, la expulsión no fue indiscriminada, ya que hasta 1947, un gran número de trabajadores alemanes calificados todavía estaban detenidos. Los alemanes se vieron obligados a usar un brazalete blanco con la letra "N", porque "Němec" significa alemán en checo para identificarlos (incluso los judíos alemanes tenían que usarlo).
El vice primer ministro checo Petr Mareš ha tratado en vano, en el pasado, de arreglar una compensación para los alemanes étnicos que fueron reasentados por la fuerza o utilizados como trabajo forzado después de la guerra.

### Alemania del Este
Muchos alemanes en lo que se convertiría en Alemania Oriental fueron obligados por las autoridades comunistas a trabajar en minas de uranio alemanas produciendo la mayoría de la materia prima del proyecto de la bomba atómica soviética. A partir del verano de 1946, los soviéticos comenzaron las exploraciones en el Erzgebirge y cerraron las antiguas fuentes termales de radio en septiembre del mismo año. Se estableció una fuerza laboral inicial de cuatro a cinco mil, con otros 20.000 solicitados para fin de año. El trabajo era peligroso y estresante y los soviéticos no hicieron ningún esfuerzo por mejorarlo; como resultado, las minas se llenaron de reclutas de trabajos forzados y se compararon con una marcha de la muerte y las Gulags de Kolyma. Las cuotas se establecieron y aumentaron repetidamente, y el reclutamiento se realizó sin tener en cuenta la salud o la experiencia laboral: las minas se convirtieron en personal de oficinas, artesanos y estudiantes sin experiencia en minería. En 1948, los trabajadores fueron retirados de las fábricas y los delincuentes de las cárceles para ocupar el personal de las minas, al igual que los prisioneros de guerra que regresaban a Alemania desde la Unión Soviética. La vivienda se quedó a la zaga de los crecientes trabajadores (con muchas regiones duplicándose en la población entre 1946 y 1951), empeorando las ya difíciles condiciones. Las minas se consideraron peores que una colonia penal, pero fueron controladas directamente por Moscú y los gobiernos locales no pudieron ayudar. Cuando en el verano de 1947 fueron llamados 60,000 trabajadores adicionales, una ola de trabajadores potenciales inundó Alemania occidental para evitar las minas, incluidos muchos ciudadanos que de otra manera preferirían vivir en el este comunista. Los trabajadores que comenzaron como voluntarios se convirtieron en trabajadores forzados. En un esfuerzo por aumentar el número de trabajadores, las mujeres fueron reclutadas cada vez más para las minas no segregadas, muchas de las cuales trajeron o fueron infectadas con enfermedades venéreas, y fueron explotadas sexualmente por los guardias rusos. Los trabajadores que intentaron escapar, ya fueran conscriptos o voluntarios, fueron cazados y devueltos a las minas. Finalmente, los alemanes se involucrarían más en el funcionamiento de las minas, formando una empresa conjunta con Rusia en 1956.